# The Vinyl Division
The Vinyl Division war ein 2015 initiiertes spanisches Independent-Label. Es ist ein Subunternehmen von Ardua Music, ehemals Darkwoods, das auf Death- und Funeral-Doom-Veröffentlichungen in einem, dem Namen entsprechenden, LP-Format spezialisiert ist. In diesem Format gab das Label auch diverse bereits populäre Alben des Genres heraus. Im Frühjahr 2021 ging The Vinyl Division in Ardua Music auf.

## Katalog
| Interpret          | Titel                             | Format     | Katalognummer | Jahr |
| ------------------ | --------------------------------- | ---------- | ------------- | ---- |
| EvnaR              | E.V.N.A.R.                        | Album      | NIHIL 001 LP  | 2016 |
| Clouds             | Departe                           | Album      | NIHIL002LP    | 2017 |
| Mourning Sun       | Último Exhalario                  | Album      | NIHIL003LP    | 2017 |
| Clouds             | Doliu                             | Album      | NIHIL004LP    | 2017 |
| Throes of Dawn     | Our Voices Shall Remain           | Album      | NIHIL005LP    | 2017 |
| Clouds             | Destin                            | EP         | NIHIL007LP    | 2017 |
| On Thorns I Lay    | Aegean Sorrow                     | Album      | NIHIL008LP    | 2018 |
| Obseqvies          | The Hours of My Wake              | Album      | NIHIL009LP    | 2018 |
| Aeonian Sorrow     | Into the Eternity a Moment We Are | Album      | NIHIL010LP    | 2018 |
| Clouds             | Dor                               | Album      | NIHIL011LP    | 2018 |
| Counting Hours     | Couting Hours                     | Album      | NIHIL012LP    | 2018 |
| Pantheist          | Seeking Infinity                  | Album      | NIHIL013LP    | 2018 |
| Drontheim          | Down Below                        | Album      | NIHIL014LP    | 2019 |
| Red Moon Architect | Kuura                             | Album      | NIHIL015LP    | 2019 |
| Clouds             | Dor II                            | Album      | NIHIL016LP    | 2019 |
| Pantheist          | O Solitude                        | Album      | NIHIL017LP    | 2021 |
| Angellore          | Rien Ne Devait Mourir             | Album      | NIHIL018LP    | 2020 |
| Mar de Grises      | The Tatterdemalion Express        | Album      | NIHIL019LP    | 2020 |
| Mar de Grises      | Draining The Waterheart           | Album      | NIHIL020LP    | 2020 |
| Throes of Dawn     | The Great Fleet of Echoes         | Album      | NIHIL021LP    | 2020 |
| Clouds             | Durere                            | Album      | NIHIL022LP    | 2020 |
| Intaglio           | Intaglio                          | Album      | NIHIL023LP    | 2020 |
| Mercury Circle     | The Dawn of Vitriol               | EP (CD)    | NIHIL026CD    | 2020 |
| Mercury Circle     | The Dawn of Vitriol               | EP         | NIHIL026LP    | 2020 |
| Marche Funèbre     | Einderlicht                       | Album      | NIHIL027LP    | 2020 |
| Counting Hours     | The Will                          | Album (CD) | NIHIL028CD    | 2020 |
| Counting Hours     | The Will                          | Album      | NIHIL028LP    | 2020 |
| Clouds             | Destin                            | EP (Box)   | WOODEN BOX    | 2017 |